# El olivar de Atocha
El olivar de Atocha es una serie de televisión basada en la trilogía homónima de novelas de Lola Salvador Maldonado. Comenzó a grabarse en agosto de 1987 y se estrenó por Televisión española en 1989. Se emitía de lunes a viernes, en horario de sobremesa.

## Argumento
La serie se centra en la vida cotidiana de una familia de clase media española, residente en Madrid, en el primer tercio del siglo XX, hasta las vísperas de la Guerra civil española. En 1898, Manolita llega desde su Galicia natal a la fábrica de muebles construida en lo que antes fue el Olivar de Atocha y cuya portera es Vicenta. Allí conocerá al que se convertirá en su marido, Antonio Malmedina, prosperarán y vivirán en primera persona los acontecimientos de la época.

## Reparto
- Nacho Martínez ... Antonio Malmedina
- Enriqueta Carballeira ...  Manolita
- Marisa Paredes ...  Vicenta
- Joaquín Kremel ...  Felipe
- Amparo Soler Leal ...  Doña Mariquita
- María José Goyanes ...  Celia
- Pilar Bayona ...  Eulalia
- Antonio Vico ...  Pepe
- María José Alfonso ...  Águeda
- Magüi Mira ...  Pilar
- Lydia Bosch ...  Rosita Malmedina
- Rafael Alonso ...  Baonza
- Pedro Mari Sánchez ...  Julito Malmedina
- Diana Peñalver ...  Carmela
- Cristina Marcos ...  Conchita
- Félix Rotaeta ...  Tomás
- Carmen Balagué ...  Ama
- Aurora Bautista ...  Doña Trinidad
- Elvira Quintillá ...  Chacha Clara
- Ángel Picazo ...  Tío Manuel
- Tony Isbert ...  Andrés
- Luis Merlo ...  Ramón
- María Elena Flores ...  Engracia
- Manuel de Blas ...  Gran Maestro
- Carmen Martínez Sierra ...  Doña Fernanda
- Manuel Alexandre ...  Sastre
- José María Caffarel ...  Don Rafael
- Pilar Bardem
- José María Tasso
- Juanjo Artero
- José Vivó
- Julio Riscal

## Presupuesto
El presupuesto por episodio fue de 10 millones de pesetas.